# .bo
.bo és el domini de primer nivell territorial (ccTLD) de Bolívia. Des del 2002 és administrat per la societat Agència per al Desenvolupament de la Societat de la Informació a Bolívia (ADSIB).
Va ser registrat el 1991 com a domini de nivell superior amb codi de país per a Bolívia per la Xarxa Boliviana de Comunicació de Dades BolNet. Primer es va permetre el registre i gestió de pàgines web i, des de 1993 el registre i ús de correus electrònics. El 1996 BolNet el va registrar a l'ICANN. El 2002 el Govern de Bolívia va crear l'Agència per al Desenvolupament de la Societat de la Informació a Bolívia (ADSIB), dependent de la vicepresidència i BolNet va passar a dependre'n. Alhora, després d'una anàlisi comercial nacional i internacional, es va liberalitzar el .bo i es va reduir el preu dels dominis per fer-los més competitius i obtenir més vendes.
Els registres s'admeten directament a segon nivell, o a tercer nivell sota d'un dels següents subdominis:
- com.bo - Entitats comercials
- net.bo - Proveïdors de serveis de xarxa
- org.bo - Organitzacions
- tv.bo - Televisions
- mil.bo - Exèrcit
- int.bo - Organitzacions internacionals
- gob.bo - Govern